# Picramnia xalapensis
Picramnia xalapensis är en tvåhjärtbladig växtart som beskrevs av Jules Émile Planchon. Picramnia xalapensis ingår i släktet Picramnia och familjen Picramniaceae. Inga underarter finns listade.